# Teleopsis
Teleopsis är ett släkte av tvåvingar. Teleopsis ingår i familjen Diopsidae.

## Dottertaxa tillTeleopsis, i alfabetisk ordning[1]
- Teleopsis adjacens
- Teleopsis africana
- Teleopsis anjahanaribei
- Teleopsis apographica
- Teleopsis apollo
- Teleopsis boettcheri
- Teleopsis cheni
- Teleopsis currani
- Teleopsis dalmanni
- Teleopsis discrepans
- Teleopsis fallax
- Teleopsis ferruginea
- Teleopsis fulviventris
- Teleopsis krombeini
- Teleopsis maculata
- Teleopsis motatrix
- Teleopsis onopyxus
- Teleopsis pharao
- Teleopsis quadriguttata
- Teleopsis quinqueguttata
- Teleopsis rubicunda
- Teleopsis selecta
- Teleopsis sexguttata
- Teleopsis shillitoi
- Teleopsis sykesii
- Teleopsis thaii
- Teleopsis trichophoras
- Teleopsis vadoni
- Teleopsis whitei
- Teleopsis yunnana